# خیار مشک
خیار مُشک (نام علمی: Sicana odorifera) نام یک گونه از تیره کدوییان است.